# Balderschwang
Balderschwang est une commune allemande de Bavière située dans la circonscription de la Souabe.
C'est la plus haute commune d'Allemagne.